# Alekseï Pouchkov
Pour les articles homonymes, voir Pouchkov.
Alexeï Konstantinovitch Pouchkov (en russe : Алексе́й Константи́нович Пушко́в), né le 10 août 1954 à Pékin, est un journaliste, politologue, historien et député russe qui est actuellement président de la commission des Affaires étrangères à la VIe Douma (élue le 4 décembre 2011).

## Carrière
Alexeï Pouchkov naît dans la famille d'un diplomate soviétique à Pékin. Son père, Constantin Mikhaïlovitch Pouchkov (1921-2019), est en poste au consulat général de Pékin; et sa mère, Margarita Vladimirovna Pouchkova (1927-2007), est sinologue, traductrice et professeur de la langue chinoise. Il poursuit ses études secondaires à Moscou dans un établissement avec enseignement renforcé de la langue française. Il termine en 1976 l'Institut d'État des relations internationales de Moscou en tant que spécialiste des relations internationales et travaille à l'Organisation des Nations unies de Genève.
En 1980, Alexeï Pouchkov passe sa thèse de candidat au doctorat en histoire. Il rédige les discours (speechwriter) de Mikhaïl Gorbatchev, pendant la perestroïka de 1988 à 1991. Après la chute de l'URSS en 1991, il devient rédacteur en chef adjoint de l'hebdomadaire Les Nouvelles de Moscou (Moskovskie Novosti). De 1993 à 2000, il est membre du comité de rédaction de la revue américaine Foreign Policy éditée par la fondation Carnegie à Washington. À partir de 1993, il est expert international au Forum économique de Davos.
En 1995, Alexeï Pouchkov est nommé directeur général adjoint de la chaîne de télévision ORT. Il dirige et présente l'émission politique Post-Scriptum à partir de 1998 sur TV Tsentr. En 2002, il devient membre du comité éditorial de la revue américaine National Interest, publiée par le Nixon Center à Washington ; de même qu'en 2005 il devient membre de l'Institut international de recherche stratégique de Londres. En 2008, il est nommé directeur de l'Institut des problèmes internationaux actuels (IAMP) de l'Académie diplomatique du ministère des Affaires étrangères de la fédération de Russie.
Il reçoit le prix Bounine en 2009 pour son livre Les balançoires poutiniennes. Post-Scriptum : dix ans dans l'entourage (« Путинские качели. Постскриптум: десять лет в окружении »).La même année, il est membre du conseil d'experts de la revue d'analyse internationale « Геополитика » (Geopolitika, Géopolitique).
En 2011, Alexeï Pouchkov est élu député à la VIe Douma (législature du 4 décembre 2011) apparenté à la liste de Russie unie, sans être membre de ce parti. Il est nommé président de la commission des Affaires étrangères.
Pendant la crise diplomatique de la rentrée 2013 à propos de la guerre civile syrienne et après l'annonce de la proposition de démanteler le stock syrien d'armes chimiques, le parlement russe doit s'exprimer sur l'accord bilatéral proposé par la Russie. À ce propos, Alexeï Pouchkov déclare : « Le scénario désormais proposé par la Russie est extrêmement avantageux pour Obama. »
Il est marié avec la productrice de films Nina Pouchkova, et il est père d'une fille, Daria (née en 1977), directrice du bureau de Londres de la chaîne de télévision Russia Today.
Il parle parfaitement le français et se rend souvent en France.

## Quelques publications
- Les balançoires poutiniennes, 2008, (prix Bounine 2009)
- Les grands maîtres de l'autre côté du miroir. La Russie et la géopolitique mondiale, 2009

Il est également l'auteur de plus de 400 travaux scientifiques et articles d'analyse dans de nombreuses publications tant russes qu'étrangères et surtout anglophones, telles que The New York Times, International Herald Tribune, The Wall Street Journal Europe, Foreign Policy (revue fondée par Samuel Huntington), The National Interest, Foreign Affairs, NATO Review, ainsi que dans Die Zeit, Yomiuri Shinbun, etc.